# Конституционный Суд Республики Ингушетия
Конституцио́нный Суд Респу́блики Ингуше́тия (ингуш. Гӏалгӏай Республика Конституцен Кхел) — судебный орган конституционного контроля, самостоятельно и независимо осуществляющий судебную власть посредством конституционного судопроизводства.
Порядок деятельности Конституционного Суда Республики Ингушетия определяется статьёй 96 Конституции Республики Ингушетия и Конституционным законом Республики Ингушетия от 28.12.2001 № 10-РКЗ «О Конституционном Суде Республики Ингушетия».

## История
Вопрос об учреждении Конституционного Суда Республики Ингушетия решен 18 июля 2001 года при внесении поправок в Конституцию Республики Ингушетия. 28 декабря 2001 года принят Конституционный закон Республики Ингушетия «О Конституционном Суде Республики Ингушетия». Однако в начале 2002 года состоялись выборы Президента республики, в результате которых произошла смена политического руководства. Вновь избранный глава региона не проявил интереса к созданию органа конституционной юстиции. Вопрос вновь поднят после очередной смены руководства республики в 2008 году.
Конституционный суд был образован Указом Президента Республики Ингушетия от 08.12.2009 № 273 «О некоторых вопросах организации деятельности Конституционного Суда Республики Ингушетия» в соответствии с Конституцией Республики Ингушетия и принятым на её основе Конституционным законом Республики Ингушетия «О Конституционном Суде Республики Ингушетия» и 10 января 2010 года начал свою работу.
Упразднён законом республики Ингушетия от 25 ноября 2021 года.

## Полномочия
В соответствии со статьей 96 Конституции Республики Ингушетия и статьей 3 Конституционного закона Республики Ингушетия «О Конституционном Суде Республики Ингушетия» Конституционный Суд Республики Ингушетия осуществляет следующие полномочия:
1) разрешает дела о соответствии Конституции Республики Ингушетия законов Республики Ингушетия, нормативных актов Главы Республики Ингушетия, Народного Собрания Республики Ингушетия, Правительства Республики Ингушетия, органов местного самоуправления, уставов муниципальных образований, а также не вступивших в силу договоров и соглашений Республики Ингушетия;
2) по жалобам на нарушения конституционных прав и свобод граждан и по запросам судов проверяет конституционность закона или иного нормативного акта Республики Ингушетия, примененного или подлежащего применению в конкретном деле;
3) дает толкование Конституции Республики Ингушетия;
4) выступает с законодательной инициативой по вопросам своего ведения и осуществляет иные полномочия, предоставляемые Конституцией Республики Ингушетия и законами.

## Состав
В соответствии с Конституцией Республики Ингушетия Конституционный Суд Республики Ингушетия состоит из пяти судей, назначаемых на должность Народным Собранием Республики Ингушетия по представлению Главы Республики Ингушетия.
Судьи избираются сроком на 10 лет.
Фактически постановлениями Народного Собрания Республики Ингушетия 26 декабря 2009 года избраны и осуществляют полномочия трое судей:
- Гагиев Аюп Каримсултанович — председатель;
- Доскиев Ибрагим Баширович;
- Евлоев Ильяс Муслимович.

## Финансирование
Финансирование суда осуществляется за счет средств бюджета Республики Ингушетия. В первый год функционирования суда расходы на его содержание составили 18 млн. руб. В последующем расходы уменьшались, и в 2017 году деятельность суда профинансирована в сумме 12,8 млн. руб.